# Patricio Pelegrín
Patricio Pelegrín Nicolás, deportivamente conocido como Pelegrín (Beniaján, 14 de octubre de 1958 - 19 de febrero de 2017), fue un futbolista español. Destacó por haber sido el jugador más joven en vestir hasta la fecha los colores del Real Murcia, haciéndolo el 4 de mayo de 1975 frente al F. C. Barcelona, cuando apenas contaba con 16 años y medio.
Desde el 16 de julio de 2022, el campo de fútbol municipal de su localidad natal, anteriormente conocido como "Los Márquez", lleva oficialmente el nombre de "Patricio Pelegrín Nicolás" por aprobación en pleno de la Junta Municipal de Beniaján.